# Luo Yang
Luo Yang (en xinès tradicional: 羅洋; en xinès simplificat: 罗洋; en pinyin: Luō Yáng; Shenyang, 1984) és una fotògrafa xinesa, coneguda per les seves fotografies de dones.
Yang va néixer a Shenyang, i es va graduar a l'Acadèmia de Belles Arts de Lu Xun (鲁迅美术学院) el 2009 amb un batxillerat de belles arts en disseny gràfic.
Viu a Pequín i només treballa amb pel·lícules. El seu treball ha estat exhibit a diversos locals de la Xina i Europa, incloent l'exposició d'Ai Weiwei «FUCK OFF 2» (2013).
El 2018 va ser una de les 100 dones de la llista 100 Women de la BBC.